# Ofelia Domínguez Navarro
Ofelia Domínguez Navarro (Mataguá, 9 de diciembre de 1894 - La Habana, 7 de julio de 1976) fue una escritora, profesora, abogada, feminista y activista cubana por los derechos de las mujeres y de los hijos ilegítimos que incursionó, además, en la crónica periodística de tendencia feminista en varios medios de comunicación en su país; en este contexto, fue la primera directora de un periódico en Cuba: La Palabra en 1935. En los años 30 fue pionera junto a la mexicana Matilde Rodríguez Cabo, en proponer varias reformas al Código Penal para despenalizar el aborto en México, con importante trascendencia en el continente.  
Domínguez Navarro fue una de las intelectuales más destacadas de las décadas de 1930 y 1940, junto a Mirta Aguirre y Mariblanca Sabas Alomá.

## Biografía
Hija de Florentino Domínguez y Paula Navarro, nació en una familia de ideales revolucionarios y que participaban del activismo. Nació en Manicaragua, un pueblo de la provincia de Santa Clara Era la mayor de los hermanos y a los 14 años cuando murió su madre tuvo que enfrentarse con la vida.
Curso los primeros estudios en San Juan de los Yeras y en 1913 se recibió de maestra empezando a impartir clases la localidad. Continuó formándose en derecho. Egresada en 1918 como Bachiller en Ciencias, se graduó como licenciada en Derecho Civil de la Universidad de La Habana en 1921. En 1922 logró por oposición una notaría en Santa Clara, convirtiéndose en la primera mujer notaria de Cuba.
Ofelia figura entre el grupo de intelectuales, pintoras, periodistas, pedagogas, tabaqueras y obreras que el 3 de julio de 1918 Club Femenino de Cuba clave en la organización del movimiento feminista de Cuba.
En 1923 participó como delegada y ponente en el I Congreso Nacional de Mujeres de 1923 celebrado en La Habana donde el trabajo que presentó sobre igualdad de derechos entre hijos naturales y legítimos suscitó, señalan las crónicas "un verdadero escándalo" entre los sectores reaccionarios; En este periodo participa activamente en campañas a favor de los derechos de las mujeres y su discriminación apoyando la creación de organizaciones para avanzar en la lucha. En el II Congreso de Mujeres también plantea el mismo tema. En Santa Clara funda el Club Feminista que existía ya en La Habana y en 1928 fue fundadora de la Alianza Nacional Feminista donde ocupó la Vicepresidencia, sin embargo ante las dificultades de la organización para tratar asuntos sobre la situación de las mujeres trabajadoras en mayo de 1930 dejó la organización y  ayudó a crear la Unión Laborista de Mujeres que más tarde se denominó Unión Radical de Mujeres.
En 1924 fundó la revista Villaclara, publicación en la que también ocuparía las labores de directora. Años después colaboró en varios periódicos como La Prensa, El Mundo, Ahora, El Cubano Libre y El País, además de escribir para las revistas Bohemia y Carteles; en México, escribió en el Nacional y El Universal, entre otros.
En el ámbito político se implicó en la lucha contra de la dictadura de Gerardo Machado, siendo encarcelada. Se exilió en México hasta septiembre de 1933 cuando regresa a Cuba.
Designada abogada-consultora del Ayuntamiento de La Habana formó parte de la directiva de Defensa Obrera Internacional y tras el encarcelamiento de Juan Marinello ocupó la dirección del diario La Palabra en 1935. Sin embargo a causa de su oposición a la represión del gobierno de Carlos Mendieta perdió su trabajo y se trasladó a Nueva York donde conectó con comunistas cubanos exiliados. De allí se trasladó a México de nuevo donde ingresó en el Partido Comunista Mexicano, así como en la Liga de Artistas y Escritores Revolucionarios. 
En 1936, junto a la médica, sufragista y feminista Matilde Rodríguez Cabo, fueron pioneras en proponer reformas al Código Penal tendientes a despenalizar el aborto en México, propuesta que estuvo «a la vanguardia en cuanto al debate internacional en ciernes relativo a la autodeterminación de la mujer». Ofelia también se implicó en la aplicación de las medidas nacionalistas del presidente mexicano Lázaro Cárdenas y acudió como delegada al VII Congreso panamericano del Niño (1937).
En 1939 regresó a Cuba y trabajó como abogada consultora del Ministerio de Agricultur, ocupó diversos cargos en la Unión Revolucionaria Comunista y asistió al III Congreso Nacional de Mujeres. Intentó un puesto en la Asamblea Constituyente y en la Asamblea de Representantes pero no lo logró.
En 1941 se trasladó de nuevo a México durante varios meses para ayudar en la defensa en el juicio contra el asesino de Trotsky. 
Se graduó en la Escuela Profesional de periodismo Manuel Márquez Sterling (1942) y fue Directora del Departamento de Propaganda de Guerra del Ministerio de Defensa (1942-44).
Domínguez desarrolló una activa militancia en los grupos pacifistas cubanos durante la Segunda Guerra Mundial. Fue nombrada en 1946 vicepresidenta de la Federación Internacional de Abogados y en 1947 secretaria general de la Asociación Cubana de las Naciones Unidas (ACNU)
Visitó Israel como invitada del gobierno por sus campañas en favor del estado judío y en 1957 recibió una beca de la ONU para realizar estudios en su sede de New York. Fue Secretaria General de la Asociación Cubana de las Naciones Unidas (1947-62).  Después del triunfo de la revolución ocupó un puesto en el Departamento de Política Internacional del MINREX y visitó Checoslovaquia.

## Obras
Selección de publicaciones:
- Mujeres del siglo XX.
- 50 años de una vida.
- El Aborto por causas sociales y económicas.
- De 6 a 6: la vida en las prisiones.
- La Sindicalización y el arbitraje obligatorios.

## Premios y reconocimientos
- Premio Jan Masaryk, de la ONU (1950)
- Orden nacional de Mérito Lanuza con el grado de Gran Dama (1953).